# Ямаґуті Луї
Ямаґуті Луї (яп. 山口 瑠伊; нар. 28 травня 1998) — японський футболіст, що грав на позиції воротаря.

## Клубна кар'єра
З 2017 року захищає кольори «Естремадура».

## Кар'єра в збірній
З 2017 року залучався до складу молодіжної збірної Японії, з якою брав участь у молодіжних чемпіонатах світу 2017.